# Iulotrichia malescripta
Iulotrichia malescripta är en fjärilsart som beskrevs av W. Warren 1897. Iulotrichia malescripta ingår i släktet Iulotrichia och familjen mätare. Inga underarter finns listade i Catalogue of Life.